# Vindmøller i Nordsjælland
Dette er en liste over de i 2025 eksisterende vindmøller i Nordsjælland, Danmark. Vindmøllerne er af forskellige typer, men den mest udbredte er af den Hollandske mølletype. 

## Listen
| Lokalisering         | Navn            | Type                | Bygget | Adresse                              | Noter                                                                              | Billede |
| -------------------- | --------------- | ------------------- | ------ | ------------------------------------ | ---------------------------------------------------------------------------------- | ------- |
| Fredensborg          | Højsager Mølle  | Hollandsk vindmølle | 1870   | Højsagervej 8, Fredensborg           | Fredensborg Møllelaugs hjemmeside                                                  |         |
| Hørsholm             | Hørsholm Mølle  | Hollandsk vindmølle | 1890   | Ved Møllen 8, 2970 Hørsholm          | Hørshom Mølles hjemmeside Arkiveret 2. juni 2013 hos Wayback Machine               |         |
| Karlebo              | Karlebo Mølle   | Hollandsk vindmølle | 1835   | Kirkeltevej 131C, Karlebo            | Fredensborg Møllelaugs hjemmeside Arkiveret 30. september 2013 hos Wayback Machine |         |
| Melby, Frederiksværk | Melby Mølle     | Hollandsk vindmølle | 1879   | Møllebakken, Melby                   |                                                                                    |         |
| Høbjerg ved Helsinge | Pibe Mølle      | Stubmølle           | 1896   | Høbjerg Vej 32, 3200 Helsinge        | Pipe Mølles hjemmeside                                                             |         |
| Ramløse              | Ramløse Mølle   | Hollandsk vindmølle | 1909   | Møllelodden 4 Ramløse, 3200 Helsinge |                                                                                    |         |
| Ølstykke             | Skenkelsø Mølle | Hollandsk vindmølle | 1891   | Maglehøjvej 42, 3650 Ølstykke        | Museets hjemmeside Arkiveret 20. august 2016 hos Wayback Machine                   |         |